# Comté de Pratt
Le comté de Pratt est l’un des 105 comtés de l’État du Kansas, aux États-Unis. Il a été fondé le 26 février 1867.
Siège et plus grande ville : Pratt.

## Démographie

Pyramide des âges.

## Géolocalisation
| Comté d’Edwards | Comté de Stafford | Comté de Reno    |
| Comté de Kiowa  | Comté de Pratt    | Comté de Kingman |
|                 | Comté de Barber   |                  |